# ヤンキー (不良少年)
本項目におけるヤンキーは、日本国内において不良行為的な志向を持つ少年少女を指す俗語を指す。また、それらの少年少女に特有のファッション傾向や消費傾向などライフスタイル全般を含める場合もある。
口伝えで広まった言葉のため、語源とは関係なく曖昧な定義のまま使用されることが多く、「非行少年」「不良」「チンピラ」「不良集団」などを指すものとして広範な意味で使用されている。

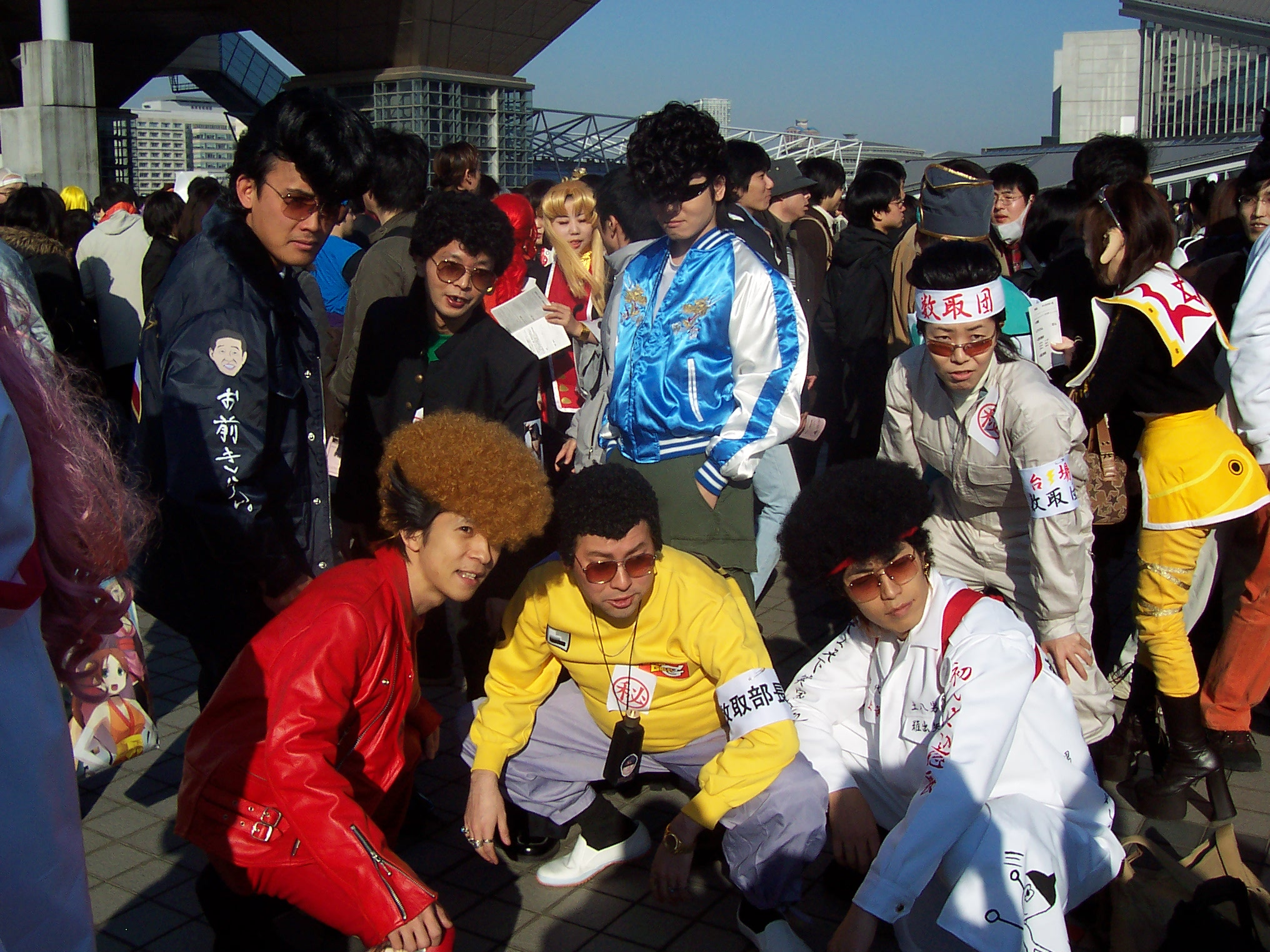
ヤンキー風リーゼントのコスプレをする人々。

## 概要
「ヤンキー」とは、本来は北部アメリカ人を意味する俗語 (Yankee) であり、本項目で記述する日本語としての「ヤンキー」もこれが語源である。
南北戦争当時のアメリカ南部で、北軍兵士や北部諸州の人間を軽蔑した呼び方が「yankee」であり、「ヤンキー」の語源とも言われているオランダ人の「Jan（ヤン）」という人名はキリスト教文化圏に広く浸透している「ヨハネ」から来ている。
ヤンキーという語そのものは明治大正の時代から日本で使用されており、1904年発行の『最新正確布哇渡航案内』では、国際都市としてのハワイ（布哇）の一面を紹介するくだりで黒人やプエルトリコ人、支那人や日本人、朝鮮人とならび「ヤンキーの子供」を小ばかにした表現で紹介している。また「映画界」（1923年）ではルドルフ・バレンチノ主演の『血と砂』について「ヤンキー式な亜米利加人の好奇心（ばかりで）日本人には何んだか見てゐてちつとも深みと味いのない映画」との評論を掲載している。果ては、第二次世界大戦中は戦意高揚を目的とした政府系広報で「洋鬼」という漢字に「ヤンキー」とフリガナを振った記述が残る。

## 「ヤンキー」の語が指すものとその変遷
「ヤンキー」と呼称されるスタイルは、若者の「周囲を威嚇するような強そうな格好をして、仲間から一目おかれたい」という志向が表れたものである。それぞれの時代によって流行があり、明治以来の伝統的なモラトリアムファッションである「バンカラ」から、1970年代に流行した「ツッパリ」スタイル以降、「（クラシック）ヤンキー」「ヒップホップヤンキー」「ギャル男」「悪羅悪羅系」など時代に応じて流行に変化が見られる。根本的なメンタリティ自体はそれほど変化していないが、外見や消費傾向などの枝葉の部分は時代に連れて変化を続けている。
発生当初は管理教育などへの反抗を掲げ校内暴力などの問題を起こしていたが、近年では「周りの目よりも仲間と過ごす楽しいひと時を大切にし、そのためなら反抗も厭わない」という性質に特化している。

### バンカラ
バンカラ（ばんから、蛮カラ）とは、西洋風の身なりや生活様式を指す「ハイカラ」をもじった用語である。明治期に、ハイカラに対するアンチテーゼとして粗野や野蛮を主張するスタイルとして創出されたもの。バンカラの典型的な様式としては「弊衣破帽」がある。このファッションスタイルから、少年漫画の影響により後に番長の意味に解釈され、「蛮」に対して「番」を用いた「番カラ」とされている場合もある。

### ツッパリ
1970年代の不良少年は主に東京など関東地方でツッパリ（突っ張り、つっぱり）と呼ばれた。不良少女はスケバン（女番、スケ番）と呼ぶ。ツッパリは、シンナーや覚醒剤の乱用事件や、喧嘩から発展した暴力事件を引き起こし、暴走族の流行とも呼応して特攻服などのツッパリファッションを生んだ。
1980年にデビューしたロックバンド横浜銀蝿は、この「ツッパリ」スタイルをコンセプトに活躍したグループである。2ndシングルの「ツッパリHigh School Rock'n Roll」は文字通りツッパリをテーマとした曲であり、ツッパリという言葉を一般化させた。また、3rdシングルの「羯徒毘璐薫'狼琉」は暴走族をテーマに取り上げ、この前後の時期のスタイルを象徴している。

### ヤンキー
1980年代中頃から1990年代初頭にかけて、不良少年少女全般を指して「ヤンキー」と呼んだ。1980年代前半にリーゼントヘアをしたアメリカのヤンキースタイルロックバンドのストレイ・キャッツが日本でも若者を中心に人気を博していた。なお、関西では1975年には既に「ヤンキー」と呼ばれており、1975年6月に発売された上田正樹と有山淳司によるアルバム「ぼちぼちいこか」の「Come on おばはん」における「しかめっ面のヤンキーのあんちゃん」とは「不良少年」を意味している。関西で使われていた「ヤンキー」という呼称は、1983年に嘉門達夫が「ヤンキーの兄ちゃんのうた」の自主制作盤200枚を全国の有線局へ配って放送したところ全国的に広まり、その年の日本有線大賞と全日本有線放送大賞で新人賞を同時受賞し、定着した。
当時のヤンキーの男性は、リーゼントヘア、制服では、「短ラン」「長ラン」など標準とは異なる丈の学生服や、「ドカン」「ボンタン」などの幅の広いズボン（ 詳しくは変形学生服の項を参照）を着込むとともに、ぺちゃんこに潰した学生鞄を持ち、派手な色柄でオープンカラーのカッターシャツを好み、派手なヘップサンダルや突っ掛け（便所サンダル）もしくビーチサンダルや雪駄などを好んで履くのが特徴的である。
ヤンキーの女性は、1970年代のスケバン時代からの傾向ではあるが、制服・私服を問わずロングスカートを好み、特に私服ではロング丈のタイトスカート、略して「ロンタイ」の流行が特徴的である。また、男性と同じくぺちゃんこに潰した学生鞄を持っていた。
一般人から見ると特異なファッションセンスを持つため、ヤンキーかそうでないかは見た目で判断しやすい点が、後の年代のヤンキースタイルとの違いと言える。
この時代の典型的なヤンキー像としては、1983年に連載が開始されたきうちかずひろの漫画作品『ビー・バップ・ハイスクール』（講談社『週刊ヤングマガジン』掲載）が挙げられる。これを原作として、清水宏次朗・仲村トオルの主演により1985年から1988年にかけて計6作品の劇場公開映画が制作されヒットシリーズとなった。なお『ビー・バップ・ハイスクール』は2003年まで連載されており、1990年代にも再度映画化され、その続編がVシネマシリーズとなったほか、アニメ版（OVA作品）も制作された。2000年代に入ってからも、テレビドラマの特別番組が2004年・2005年に制作されるなど、時代を超えるヒット作品となった。
1986年に連載が始まった『ヤンキー烈風隊』はタイトルにヤンキーとつく初めての漫画であり、暴走族がかっこいいというイメージが作られていった。
ロックバンドの氣志團は1997年に結成され2000年にデビューしたバンドであるが、ヤンキーの衣装・意匠を用いて「ヤンク・ロック」を標榜している。
後の年代には、この時代のスタイルを指して「古典的なヤンキー」の意味合いから「クラシックヤンキー」と呼ぶ場合がある（次の時代のヤンキースタイルを「ネオヤンキー」などと称したことに対比して生まれたレトロニム）。
ヤンキーは現在も存在し、実際に2022年6月には広島県安芸郡府中町のショッピングモール、イオンモール広島府中の立体駐車場で会社員を8人の不良少年が暴行する事件が発生した。

### ヤンキースタイルの変遷
1990年代に入ると、「トレンディ御三家」と呼ばれた吉田栄作・加勢大周・織田裕二らファッションリーダーの登場により、ツーブロックカットのストレートヘア、ストレートジーンズに白いTシャツやブレザーを合わせるなどの清潔感を意識した「アメカジ」ファッションが流行し、アイドルが髪にパーマをかけなくなり、スリムジーンズが時代遅れになっていった。一方地方の田舎では、ヤンキーの独特の文化が続いており、髪を金髪に染める、眉毛を抜く、ガンを付ける、深夜にたむろする、タバコを吸う、授業をサボる、問題を起こして停学や退学を食らう、派手な化粧、煌びやかな服装、サングラスなど強面に見せて突っ張って、反抗心を絶やさず近づけさせないなどの態度で、思春期から成人にかけての青春時代を送ったヤンキーは各地で継承されている。
バブル崩壊から1990年代末にかけての流行の中で、ボンタン、ドカン、リーゼントなどのクラシックヤンキースタイルが完全に時代遅れとなった。アメカジ＝渋カジの流行の中で、以前にはなかったスタイルの不良集団であるチーマーが出現している。
いわゆる「渋カジ」の中心はカレッジスタイルであったが、チーマーたちはネイティブ系やバイカー系、ミリタリー系、ワーク系などより男性的な雰囲気をもつスタイルにシフトしていき、それらのテイストを取り入れたストリートファッションも生み出された。

### ヒップホップヤンキー
カジュアルスタイルの不良では、一般人とファッションで差別化するのが難しく、ヤンキーの自己顕示欲を満たすことができない。そのため、2000年代には、アメリカの低所得者層の不良子弟（ギャングスター）のそれに似た様式が日本に流入し、カラーギャングの流行とも呼応して、いわゆるヒップホップ系ファッションをしたヤンキー「ヒップホップヤンキー」が誕生した。
カール・カナイのジャージを着るのがヒップホップ系の愛好家たちの間で流行していたが、2000年代に入るとより多くのヤンキーの間でガルフィーのジャージが流行した。
ヒップホップヤンキーの典型的なスタイルは、オーバーサイズのジャージやジーンズなどのボトムのウェストを股下までずり下げ着用する「腰履き」が主流である。また、これをファッション誌などのメディアでは、「B系」と称する場合が一般的であるが、その場合は必ずしもヒップホップヤンキーのことを指す表現ではない（B系記事参照）。
ただし2010年前後の時点では、着用の際の工夫を凝らさずともあらかじめ腰履きに見える手軽さと履きやすさが特徴である「ヒップホップジーンズ」（ローライズだが股上が深いシルエット）などが流通している。かつてクラシックヤンキーが好んで履いた「ボンタン」との類似点が指摘されている。ただ、このスタイルは、一見してヤンキー的メンタリティを持ち合わせていないと思われる若者の間にも広く受け入れられ、外見的にはヤンキー、ヒップホップ愛好者、そのどちらでもない一般人の区別があいまいで困難になった。

### ギャル男
1999年には雑誌『Men's egg』が創刊され、派手なルックスを強調したギャル男が登場。不良の中でもこのスタイルに変化する者が現れた。
ギャル男は従来のヤンキーと違い中性的、女性的なファッションやライフスタイルをしていることが特徴で、2000年代後半からはカウンター・カルチャー性をオミットしホストの文脈を取り入れたお兄系と呼ばれるスタイルが登場した。また、お兄系にサイケデリックの要素を取り入れたデリッカーと呼ばれるスタイルも登場した。

### 悪羅悪羅
「悪羅悪羅」（おらおら）とは、雑誌『egg』による造語である。悪羅悪羅スタイルはギャル男の影響もあるが、黒を基調にメタリックゴールドのロゴを入れたセットアップのジャージやタンクトップなど、デザインは和彫りやトライバル、オールドスクールなどのタトゥ風など、より力強さや不良っぽさを感じさせ周囲の人達を威圧するスタイルを特徴とする。このようなファッションは、いわゆる地下格闘技の選手達とそれを支持するヤンキー達が愛用している。また、悪羅悪羅系ファッションの女性のことを「姐ギャル」と呼ぶ。

### 卍
「卍」(まんじ)とは、『まじ卍』という流行語からきた造語である。悪羅悪羅スタイルと比べて周囲の人達を威圧する要素は薄く、ストリート系のトップスにスキニージーンズと赤や蛍光色のハイカットスニーカーなど、ヤンキーとしての力強さを誇示しながらカジュアルなパリピ生活を志向している。EXILEや三代目J Soul BrothersなどLDH系グループのアーティストのファッションと共通点を持ち、また、「卍系」のヤンキーは、Instagramなどソーシャル・ネットワーキング・サービスでの自己発信も好む。卍の入っている不良漫画として、東京リベンジャーズが話題となった。
TikTok内にてMeland x Haukenの楽曲『CHERNOBYL 2017』に合わせて踊る動画がバズったことから、(この楽曲の空耳に合わせて)「やりらふぃー系」とも称される。

### 病み
2010年代後半からホスト業界がメンヘラや原宿発の「病み系」文化の影響を受けたことから、ヴィジュアル系の衣装やパンク・ファッションに身を包む若い男性や、「量産系」「地雷系」と呼ばれる服装(ロリータ・ファッションが源流である)の若い女性が新宿歌舞伎町の新宿東宝ビル横広場などで遊ぶようになり、このような若者集団は男女合わせて「東横界隈」「トー横キッズ」と呼ばれるようになった。

## ヤンキー文化
社会のためよりも、自分自身や自分が属する小集団の価値観や利益を優先する傾向があると言われている。アメリカから日本も含む世界に広まった1960年代の対抗文化運動のような大きな理想は持たない（平和理想主義のヒッピーやその反動で生まれたアナーキーなパンクスは大きな政治的理念から社会へ反抗している）。自分の価値観が全てであり、個人のプライド、見栄、対抗心、色欲など原始的な感情を重視する主観的で閉鎖的な面がある。他人を押し除けても自分は譲らない、いわゆる有害な男らしさが美化される傾向がある。

### 消費動向
1990年代以降の傾向としては、国産高級車、おもにフルサイズセダンが好まれる。ボディカラーは黒色や紫色など、暗い色が好まれる傾向にある。ヤンキーに好まれる車種は俗に「ヤン車（やん－しゃ、「ヤンキー（仕様）の車／ヤンキー（の好む）車」の略）」と呼ばれることがあり、車種や改造の手法などにVIPカーとの共通性が見られる。要は見栄を張ることが重要である。

### 日本のヤンキー音楽
日本のヤンキー文化を表現するバンド、アーティスト、歌手として、キャロル、横浜銀蝿、BOØWY、氣志團などが代表的である。これらのバンドやアーティストの音楽はヤンキー・ロックンロールやヤンキー・ロックと呼ばれることもある。
しかし、その原点はやはりエルビス・プレスリーであろう。戦後間もない冷戦の最中、まだ社会は保守的だった時代に、きらびやかなポンパドール（当時は女性の髪型だった）とダックテールの髪型（ヤンキーの象徴リーゼントの原型となった）に、性的すぎる腰フリダンス（当時はストリッパーしかしない動きだった）など、社会規範に対する若者の反抗の象徴となった。これ以降、ロック・ミュージックはヤンキー文化とは切り離せない要素となった。こうして、奇抜な髪型・ファッションと言動は反抗する若者のステータスシンボルとなった。
90年代には、黒人のギャングスタ・ラッパー（金ピカいかつく着飾り、自分の名前を連呼し、犯罪の腕っぷしと巨根と女性差別の自慢を嘯く）がヤンキー文化と共鳴した。

## 大衆文化におけるヤンキー

### ヤンキーを扱った漫画・小説・映像作品
- 漫画『ビー・バップ・ハイスクール』（きうちかずひろ原作。1985年から数回にわたり映画化。アニメ化・テレビドラマ化もされている。）
- 漫画『工業哀歌バレーボーイズ』（村田ひろゆき原作。単行本は50巻に及ぶ長期連載となった。）
- 漫画『今日から俺は!!』（西森博之原作。映画化・アニメ（OVA）化・テレビドラマ化もされている。）
- 漫画『カメレオン』（加瀬あつし原作。続編の『くろアゲハ』は2018年現在も連載中。）
- 小説『岸和田少年愚連隊』シリーズ（中場利一原作。監督：宮坂武志、出演：竹内力ほかで映画化。）
- 漫画『湘南純愛組!』（藤沢とおる原作。Vシネマ化およびアニメ（OVA）化。続編は『GTO』。）
- 漫画『湘南爆走族』（吉田聡原作。監督：山田大樹で映画化も。）
- 漫画『魁!!クロマティ高校』（野中英次原作。略称「クロ高」。監督：山口雄大で映画化。）
- 映画『昭和高校最強伝 國士参上!!』（2016年。監督：高瀬将嗣、出演：高木万平、高木心平、津川雅彦、秋野太作ほか。）

他多数

### ヤンキーを扱った雑誌
- ヤングオート（廃刊）
- ティーンズロード（廃刊）
- チャンプロード
- THE ONE（廃刊）
- VIPCAR

他多数